# Catalanlichaam
Een catalanlichaam is de duale vorm van een archimedisch lichaam. Catalanlichamen werden voor het eerst in 1865 door de Belgische wiskundige Eugène Charles Catalan beschreven in zijn werk Mémoire sur la Théorie des Polyèdres.
De catalanlichamen zijn de duale veelvlakken van de archimedische lichamen, dus zijn er evenals het aantal archimedische lichamen 13 verschillende catalanlichamen. Ze zijn convex en zijvlaktransitief, maar niet hoekpunttransitief. De archimedische lichamen daarentegen zijn wel hoekpunttransitief, maar weer niet zijvlaktransitief. Een catalanlichaam heeft dus veelhoeken als zijvlakken, die alle congruent met elkaar zijn, maar die niet regelmatig zijn. Een catalanlichaam heeft een ingeschreven bol, die aan alle zijvlakken raakt, en een omschreven bol, die aan alle hoekpunten raakt.
| nummer | naam                         | afbeelding | archimedisch lichaam        | openvouwing | vlakken | ribben | hoekpunten | symmetriegroep |
| ------ | ---------------------------- | ---------- | --------------------------- | ----------- | ------- | ------ | ---------- | -------------- |
| 1      | driehoekige tetraëder        | Animatie   | afgeknotte tetraëder        |             | 12      | 18     | 8          | Td             |
| 2      | rombische dodecaëder         | Animatie   | kuboctaëder                 |             | 12      | 24     | 14         | Oh             |
| 3      | driehoekige octaëder         | Animatie   | afgeknotte kubus            |             | 24      | 36     | 14         | Oh             |
| 4      | driehoekige hexaëder         | Animatie   | afgeknotte octaëder         |             | 24      | 36     | 14         | Oh             |
| 5      | deltaëdrische icositetraëder | Animatie   | romboëdrische kuboctaëder   |             | 24      | 48     | 26         | Oh             |
| 6      | disdyakische dodecaëder      | Animatie   | grote rombische kuboctaëder |             | 48      | 72     | 26         | Oh             |
| 7      | vijfhoekige icositetraëder   | Animatie   | stompe kubus                |             | 24      | 60     | 38         | O              |
| 8      | rombische triacontaëder      | Animatie   | icosidodecaëder             |             | 30      | 60     | 32         | Ih             |
| 9      | driehoekige icosaëder        | Animatie   | afgeknotte dodecaëder       |             | 60      | 90     | 32         | Ih             |
| 10     | pentakische dodecaëder       | Animatie   | afgeknotte icosaëder        |             | 60      | 90     | 32         | Ih             |
| 11     | deltaëdrische hexacontaëder  | Animatie   | rombische icosidodecaëder   |             | 60      | 120    | 62         | Ih             |
| 12     | disdyakische triacontaëder   | Animatie   | afgeknotte icosidodecaëder  |             | 120     | 180    | 62         | Ih             |
| 13     | vijfhoekige hexacontaëder    | Animatie   | stompe dodecaëder           |             | 60      | 150    | 92         | I              |